# Aleksandra Grdić
Aleksandra Grdić, född 3 september 1979 i Virovitica, är en kroatisk fotomodell och skådespelerska. Hon är mest känd för sin roll som "TriBeCa Loft Girl" i filmen The Hunting Party.

## Filmografi, i urval
- 2007 – Odmori se, zaslužio si (TV-serie)
- 2007 – The Hunting Party
- 2007 – Zauvijek susjedi (TV-serie)
- 2010 – Bitange i princeze (TV-serie)